# Nordin Bakker
Nordin Bakker, né le 31 octobre 1997 à Oostknollendam, est un footballeur néerlandais qui évolue au poste de gardien de but au SC Heerenveen.

## Biographie

### Débuts et formation
Nordin Bakker, né le 31 octobre 1997 à Oostknollendam, commence le football au Pays-Bas avec le VV Knollendam, puis avec le Fortuna Wormerveer. Il intègre l'équipe première du Fortuna Wormerveer en 2016.   

### FC Volendam
Le 4 mail 2018, Nordin Bakker s'engage avec le FC Volendam.
Il fait ses débuts pour le FC Volendam, le 7 décembre 2018, remplaçant Mitchel Michaelis (en), lors de la 17e journée de Keuken Kampioen Divisie contre le FC Twente (défaite 2-1).
Le 21 décembre 2018, lors de la 19e journée de Keuken Kampioen Divisie contre le SC Telstar, Nordin Bakker effectue son premier clean-sheet avec le FC Volendam (victoire 1-0).
Il effectue un total de 55 matchs pour 9 cleans-sheets avec l'équipe première du FC Volendam durant 3 saisons et un total de 17 matchs pour 1 but et 4 cleans-sheets avec les U21 du club durant 1 saison,.

### Beroe Stara Zagora
Le 23 juin 2021, Nordin Bakker s'engage avec le Beroe Stara Zagora jusqu'en 2023.
Il fait ses débuts pour le Beroe Stara Zagora et son premier clean-sheet avec le club, le 23 juillet 2021, lors de la 17e journée de efbet Liga contre le Lokomotiv Sofia (victoire 1-0).
Il effectue un total de 8 matchs pour 3 cleans-sheets avec le Beroe Stara Zagora durant 1 saison.  

### Almere City
Le 28 janvier 2022, Nordin Bakker s'engage avec Almere City, il paraphe un contrat d'une demi-saison avec une année en option.
Il fait ses débuts pour Almere City et son premier clean-sheet avec le club, le 30 janvier 2022, remplaçant Agil Etemadi (en), lors de la 24e journée de Keuken Kampioen Divisie contre le SC Telstar (match nul 0-0).
Le 8 mars 2022, Almere City annonce lever l'option sur son contrat. Ce dernier s'engage donc avec l'Almere City pour une année supplémentaire, jusqu'en juin 2023.
Le 17 mai 2023, Nordin Bakker prolonge son contrat de deux saisons, soit jusqu'en juin 2025 avec Almere City.